# Marcella (singolo)
Marcella è un brano musicale scritto da Brian Wilson, Tandyn Almer e Jack Rieley per il gruppo pop rock statunitense The Beach Boys. La canzone venne inclusa nell'album della band Carl and the Passions - "So Tough" del 1972, e pubblicata come singolo (B-side: Hold On Dear Brother) nello stesso anno. Il testo del brano parla di una massaggiatrice.

## Il brano
La canzone nacque da una versione preliminare di I Just Got My Pay (registrata durante le sessioni per l'album Sunflower) e da un'addirittura precedente outtake intitolata All Dressed Up for School tratta dalle sessioni del 1963 per Little Deuce Coupe.
Secondo Brian Wilson: «Marcella rappresenta una delle prime volte nelle quali cercammo di imitare i Rolling Stones. Nella mia testa, era una dedica agli Stones, ma non glielo ho mai detto. È una delle canzoni più rock che abbia mai scritto». Secondo quanto riportato da Jack Rieley, il brano fu composto ispirandosi a una massaggiatrice professionista di nome Marcella che lavorava per Brian all'epoca.

## Registrazione
Marcella fu incisa il 17 febbraio 1972 durante la stessa sessione per Out in the Country e Body Talk nello studio casalingo di Brian Wilson.

## Formazione
The Beach Boys
- Blondie Chaplin – voce solista, armonie e cori
- Ricky Fataar – armonie e cori; batteria
- Al Jardine – armonie e cori
- Bruce Johnston – armonie e cori
- Mike Love – voce, armonie e cori
- Brian Wilson – armonie e cori; piano; percussioni
- Carl Wilson – voce, armonie e cori; chitarra; basso
- Dennis Wilson – armonie e cori

Musicisti aggiuntivi
- Tandyn Almer – tastiere
- Tony Martin Jr. – steel guitar